# Italispidea antennalis
Italispidea antennalis är en tvåvingeart som beskrevs av Townsend 1927. Italispidea antennalis ingår i släktet Italispidea och familjen parasitflugor. Inga underarter finns listade i Catalogue of Life.